# Elipsocus obscurus
Elipsocus obscurus är en insektsart som beskrevs av Edward L. Mockford 1980. Elipsocus obscurus ingår i släktet Elipsocus och familjen fransgaffelstövsländor. Inga underarter finns listade i Catalogue of Life.